# Condado de Mercer (Pensilvânia)
O Condado de Mercer é um dos 67 condados do Estado americano da Pensilvânia. A sede do condado é Mercer, e sua maior cidade é Mercer. O condado possui uma área de 1 768 km²(dos quais 28 km² estão cobertos por água), uma população de 120 293 habitantes, e uma densidade populacional de 69 hab/km² (segundo o censo nacional de 2000). O condado foi fundado em 12 de março de 1800.